# 毛利八郎
毛利 八郎（もうり はちろう、1954年12月18日 - ）は、関西テレビ放送の元アナウンサー。現在はフリーアナウンサー。
アナウンス部付け嘱託契約のシニアアナウンサー、アナウンス部長やスポーツ局長を歴任した。愛称はハッチ。

## 来歴・人物
早稲田大学教育学部を卒業後、1978年入社。同じフジテレビ系列の同期には、元東海テレビアナウンサーの磯野正典がいる。1980年代から1990年代はスポーツ中継を主に担当していた。『大阪国際女子マラソン』では移動中継車からの実況を1999年まで、長居陸上競技場からの実況を2000年から2008年まで務め、2010年には優勝インタビューも務めた。更に2006年の『サントリーレディスオープンゴルフトーナメント』ではゴルフ中継のラウンドリポーターを務めた。
スポーツ担当の傍ら、関西ローカルの朝ワイドショー『ワイドショーWho』『ほっとタイム10時です!』の司会も務め、『FNNスーパーニュースほっとKANSAI』のメインキャスターも務めた。2006年3月31日の番組最終回と同時に、夕方ニュースワイド番組から降板した。後番組となる『FNNスーパーニュースアンカー』はかつてアタック ザ・ヒューマンを担当していた後輩の山本浩之がアンカーマンとして夕方の番組に復帰することとなった。
2006年8月から、定年退職した杉山一雄の後任として、関西テレビのアナウンス部長も務めた。
2007年1月21日に『発掘!あるある大事典II』の不祥事によるお詫び放送に出演。制作した関西テレビを代表する形で謝罪した。そのときの映像は、他局のニュース番組や一部スポーツ紙等でも全国的に報道された。また、同年3月27日（22:00 - 22:15）の『発掘!あるある大事典II』の訂正放送にも出演し、翌週4月3日（22:00 - 23:09）に放送された検証番組『私たちは何を間違えたのか　検証・発掘!あるある大事典』では後輩の関純子とともに司会を担当した。
2011年6月1日付でアナウンス職を離れ、スポーツ局長に。
2014年に定年を迎えるも2017年に再びアナウンス部に戻り、シニア職でアナウンサーとして活動。2019年に嘱託社員期間満了に伴い退職。退職後は、講演等をメインに活躍している。

## 現在の出演番組
なし

## 過去の出演番組
- 奥さまリビング
- プロ野球ニュース
- ワイドショーWho（司会）
- ほっとタイム10時です!（司会）
- FNNスーパーニュースほっとKANSAI（キャスター）
- スポーツ実況（プロ野球、バレーボール、サッカー〔Jリーグほか〕、マラソン〔大阪国際女子マラソン〕など）
  - BASEBALL SPECIAL〜野球道〜 - フジテレビ系プロ野球中継の現行統一タイトル。関西テレビローカルは「プロ野球中継（西暦）」。
- 紳竜・さんまのスクープ一直線（ナレーション。顔出し出演した回もある）
- どうどす探検隊（関西テレビ☆京都チャンネル。2006年6月 - ）月1回放送
- FNNスーパーニュースアンカー（ナレーション）
- 月刊カンテレ批評
- あしたの、喜多善男〜世界一不運な男の、奇跡の11日間〜
- カンテレNEWS（不定期、主に『S-PARK』月曜未明〈日曜深夜〉ローカル枠を担当）

映画
- 首都消失（1987年）関西放送（劇中の架空の放送局）ニュースキャスター役